# Daszyna (gemeente)
De gemeente Daszyna is een landgemeente in het Poolse woiwodschap Łódź, in powiat Łęczycki.
De zetel van de gemeente is in Daszyna.
Op 30 juni 2004 telde de gemeente 4202 inwoners.

## Oppervlakte gegevens
In 2002 bedroeg de totale oppervlakte van gemeente Daszyna 81,03 km², waarvan:
- agrarisch gebied: 92%
- bossen: 2%

De gemeente beslaat 10,47% van de totale oppervlakte van de powiat.

## Demografie
Stand op 30 juni 2004:
| Omschrijving                   | Totaal | Totaal | Vrouwen | Vrouwen | Mannen | Mannen |
| ------------------------------ | ------ | ------ | ------- | ------- | ------ | ------ |
| eenheid                        | aantal | %      | aantal  | %       | aantal | %      |
| inwoners                       | 4202   | 100    | 2122    | 50,5    | 2080   | 49,5   |
| bevolkingsdichtheid (inw./km²) | 51,9   | 51,9   | 26,2    | 26,2    | 25,7   | 25,7   |

In 2002 bedroeg het gemiddelde inkomen per inwoner 1105,18 zł.

## Administratieve plaatsen (sołectwo)
Daszyna, Drzykozy, Gąsiorów, Jabłonna, Jacków, Jarochów, Jarochówek, Koryta, Krężelewice, Łubno, Mazew, Mazew-Kolonia, Nowa Żelazna, Nowy Sławoszew, Osędowice, Rzędków, Siedlew, Stara Żelazna, Stary Sławoszew, Upale.

## Overige plaatsen
Goszczynno, Janice, Karkoszki, Lipówka, Miroszewice, Ogrodzona, Opiesin, Skrzynki, Walew, Zagróbki, Zieleniew, Żabokrzeki.

## Aangrenzende gemeenten
Chodów, Grabów, Krośniewice, Kutno, Łęczyca, Witonia